# Milano-Modena 1909
La Milano-Modena 1909, terza edizione della corsa, si svolse il 10 ottobre 1909 su un percorso di 280 km. La vittoria fu appannaggio dell'italiano Cesare Zanzottera, che completò il percorso in 9h25'00", alla media di 29,735 km/h, precedendo il francese Georges Lorgeou e il connazionale Mario Bruschera.
Sul traguardo di Modena 22 ciclisti portarono a termine la competizione.

## Ordine d'arrivo (Top 10)
| Pos. | Corridore         | Squadra | Tempo    |
| ---- | ----------------- | ------- | -------- |
| 1    | Cesare Zanzottera | -       | 9h25'00" |
| 2    | Georges Lorgeou   | -       | ?        |
| 3    | Mario Bruschera   | Bianchi | ?        |
| 4    | Luigi Azzini      | Labor   | ?        |
| 5    | Battista Danesi   | Atala   | ?        |
| 6    | Ambrogio Erba     | -       | ?        |
| 7    | Dante Cavani      | -       | ?        |
| 8    | Frassoldati       | -       | ?        |
| 9    | Luigi Pogliani    | -       | ?        |
| 9    | Luigi Bailo       | -       | ?        |